# Tour Mamilienne
La Tour Mamilienne (Mamilia turris) est un monument de la Rome antique. Elle est située à Subure, un quartier densément peuplé et animé de la ville. L'existence de la tour est connue grâce à une inscription et une mention par Festus.

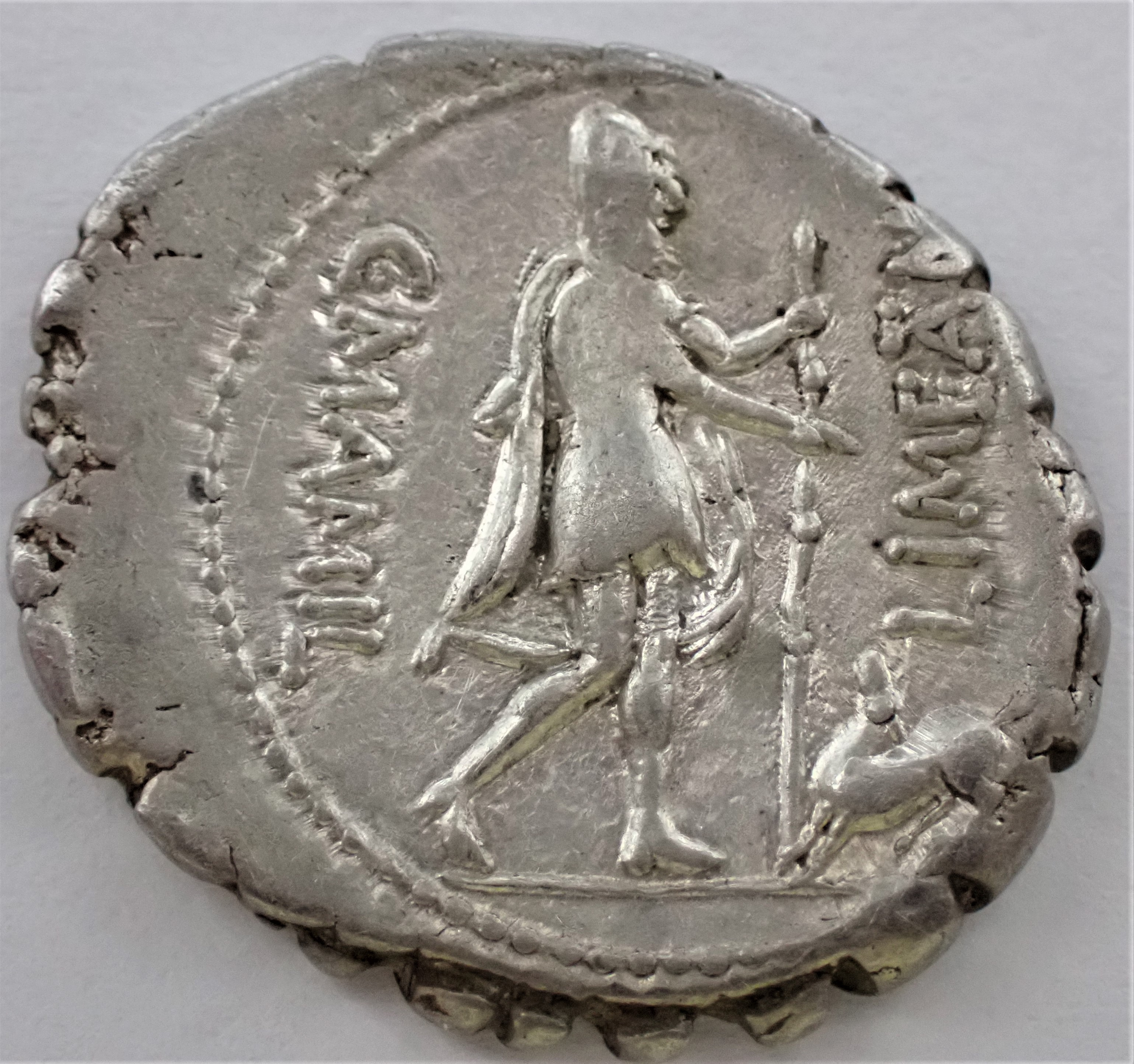
Denier frappé sous l'autorité de C. Mamilius Limetanus C.f., 82 av. J.-C. Ulysse accueilli par son chien Argos.

## Étymologie
La tour, considérée par les Romains comme « très ancienne », est encore debout au début de l'Empire romain. Elle porterait le nom de la gens Mamilia, une gens originaire de Tusculum qui utilisait parfois le cognomen Turrinus, une forme adjectivale de turris. Leur généalogie mythique les fait descendre d'Ulysse et de Circé.

## Cheval d'octobre

Sites de la fête de l'October Equus.

La Tour Mamilienne figure dans la lutte rituelle entre les habitants de Subure, et les Sacravienses, qui vivent le long de la Via Sacra, pour la possession de la tête coupée du Cheval d'Octobre. Lorsque les Suburanais gagnent, la tête doit être exposée à la Tour Mamilienne ; la destination rivale est la Regia, la résidence originale des rois romains. On suppose donc que les Mamilii ont revendiqué le statut royal pendant la période royale. Ils auraient échappé à la haine traditionnellement exprimée contre les Tarquins, auxquels ils sont liés par mariage, grâce à leur attitude irréprochable vis-à-vis de la République.
Georges Dumézil affirme que le simulacre de bataille présente les Mamilii comme des ennemis traditionnels de Rome, mais cela est critiqué, car la possibilité pour un ennemi de posséder le talisman de la tête constituerait en fait un mauvais présage pour l'État.
On ne sait pas à quoi ressemblait la tour : Fowler a imaginé qu'elle pouvait être « une sorte de peel tower ».